# Klokočov (district de Čadca)
Klokočov est un village de Slovaquie situé dans la région de Žilina.

## Histoire
Première mention écrite du village en 1954.

## Démographie

### Évolution de la population
| Année:               | 1994. | 2004.   | 2014.    | 2024.   |
| -------------------- | ----- | ------- | -------- | ------- |
| Nombre de personnes: | 2900  | 2631    | 2325     | 2202    |
| Différence:          |       | -9,27 % | -11,63 % | -5,29 % |

| Année:               | 2023. | 2024.   |
| -------------------- | ----- | ------- |
| Nombre de personnes: | 2209  | 2202    |
| Différence:          |       | -0,31 % |